# Salvador Eugénio Soares dos Reis Pires

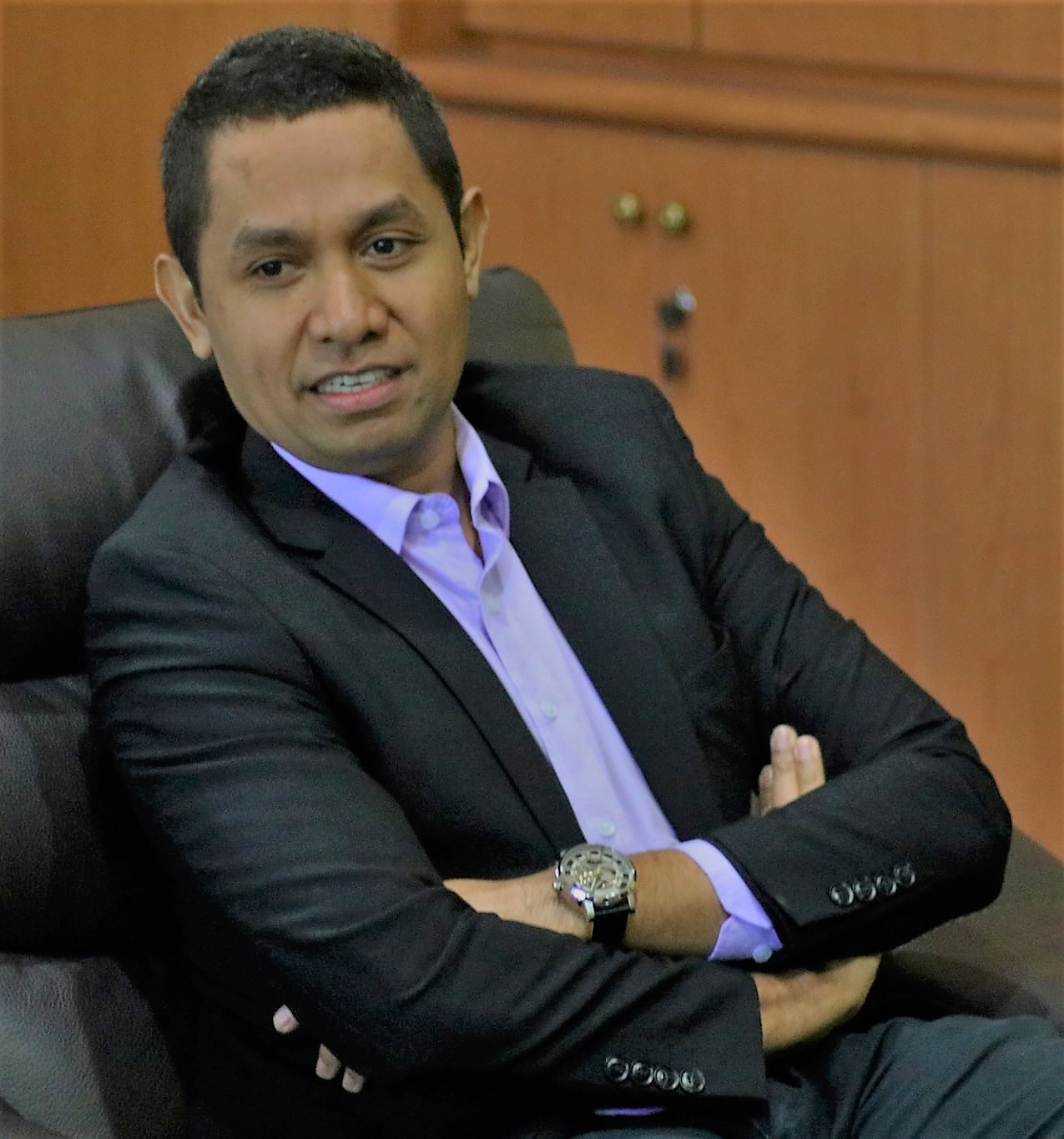
Salvador Eugénio Soares dos Reis Pires (2020)

Salvador Eugénio Soares dos Reis Pires ist ein osttimoresischer Politiker. Er ist ausgebildeter Architekt und Mitglied der Partidu Libertasaun Popular (PLP).
Am 22. Juni 2018 wurde er zum Minister für den öffentlichen Dienst vereidigt. Er folgte damit Gastão Sousa, der das Ministeramt bis 2017 innehatte und Mariano Renato Monteiro da Cruz, der als Vizeminister von 2017 bis 2018 für das Ressorts zuständig war. Am 22. März 2022 wurde Pires als Minister abgesetzt und durch Abel Pires da Silva ersetzt.